# Margarita Höhenrieder
Margarita Höhenrieder (* 1956 in München) ist eine deutsche Pianistin und Professorin an der Hochschule für Musik und Theater München.

## Leben
Höhenrieder studierte Klavier bei Anna Stadler und Ludwig Hoffmann in München sowie bei Leon Fleisher am Peabody Institute in Baltimore, USA. 1981 gewann sie den ersten Preis beim Internationalen Klavierwettbewerb Ferruccio Busoni in Bozen. 1984 erhielt sie eine Professur an der Hochschule für Musik Würzburg und trat 1991 die Nachfolge von Ludwig Hoffmann an der Hochschule für Musik und Theater München an.
Als Solistin konzertierte Höhenrieder u. a. mit den Dirigenten Kirill Petrenko, Claudio Abbado, Lorin Maazel, James Levine, Riccardo Chailly, Fabio Luisi und mit Orchestern wie dem Symphonieorchester des Bayerischen Rundfunks, den Münchner Philharmonikern, dem New York Philharmonic, der Sächsischen Staatskapelle Dresden, dem Gewandhausorchester Leipzig, dem Mozarteumorchester Salzburg und dem Mahler Chamber Orchestra.
Eine langjährige Freundschaft verband sie mit Harald Genzmer. Er widmete ihr das Konzert für Klavier, Trompete und Streicher, das sie zusammen mit Guy Touvron, Trompete, und dem Württembergischen Kammerorchester Heilbronn uraufführte. Harald Genzmer komponierte für Höhenrieder sein letztes großes Werk Wie ein Traum am Rande der Unendlichkeit für Klavier und Flöte. 2009 brachte sie es mit dem Flötisten Emmanuel Pahud in Rom zur Uraufführung.
Anlässlich der 200-Jahr-Feier der Stadt Friedrichshafen im Juli 2011 gaben Höhenrieder und das Württembergische Kammerorchester Heilbronn ein Konzert im Dornier-Museum.
Solisten wie u. a. Kit Armstrong, Julius Berger, Bläser der Sächsischen Staatskapelle Dresden, Alfred Brendel, Eduard Brunner, Gewandhaus-Quartett, Sabine Meyer, Emmanuel Pahud, Peter Sadlo, Guy Touvron und Reiner Wehle haben mit Margarita Höhenrieder gemeinsam musiziert.
2002 wurde sie als ordentliches Mitglied der Klasse der Künste und Kunstwissenschaften in die Sudetendeutsche Akademie der Wissenschaften und Künste berufen.

## Auszeichnungen
- 1981: Erster Preis beim BUSONI-Wettbewerb in Bozen
- 1984: Staatlicher Förderungspreis für junge Künstler des Freistaates Bayern

## Aufnahmen (Auswahl)

### CDs
- Margarita Höhenrieder & Nordwestdeutsche Philharmonie – Nordlicht – Edvard Grieg. Solo Musica 2024
- Margarita Höhenrieder & Orchestra La Scintilla / Orchester Wiener Akademie: Chopin Piano Concertos. Solo Musica 2023
- Margarita Höhenrieder & Orchestra La Scintilla: Frédéric Chopin, 1st Piano Concerto Op. 11 in e minor and Mazurkas. Solo Musica 2022
- Margarita Höhenrieder & Julius Berger, Beethoven: Complete works for piano and cello (2 CDs). Solo Musica 2020
- Margarita Höhenrieder, Piano Works by Clara & Robert Schumann. Played on an original Pleyel piano from 1850. Solo Musica 2019
- Margarita Höhenrieder, Piano & Kammerharmonie der Sächsischen Staatskapelle Dresden. Thuille, Poulenc, Françaix Sextets. Solo Musica 2016
- Inspired by Mozart. Margarita Höhenrieder, piano, Julius Berger, cello. Wyastone Estate Ltd., 2015
- Quintette für Bläser und Klavier – Mozart und Beethoven. Margarita Höhenrieder, Piano und die Bläsersolisten der Staatskapelle Dresden. hänssler classic 2015
- Klavierkonzerte von Mozart, Schumann. Chopin-Variationen. Margarita Höhenrieder, Klavier, Fabio Luisi, Dirigent, Wiener Symphoniker. Solo Musica, 2014
- Harald Genzmer: “Wie ein Traum am Rande der Unendlichkeit”, World Premiere, Werke für Flöte und Klavier, Emmanuel Pahud, Flöte und Margarita Höhenrieder, Klavier. Solo Musica, 2011
- Chopin, Liszt, Sonatas b-minor. Margarita Höhenrieder, Klavier. Solo Musica, 2010
- Margarita Höhenrieder: Weihnachtsbaum, Liszt. Sonopress, 2010
- Schumann Klavierquintett, Mendelssohn Bartholdy Sextett. Margarita Höhenrieder, Klavier, Gewandhaus-Quartett, Christian Ockert, Bass. Solo Musica, 2009
- In Memoriam – Kammermusik von Harald Genzmer (1909–2007). Julius Berger, Violoncello, Margarita Höhenrieder, Klavier, Peter Sadlo, Schlagzeug. Solo Musica, 2008
- Harald Genzmer – Werke für Marimba/Vibraphon. Margarita Höhenrieder, Klavier. Aulos (Klassik Center Kassel), 2006
- Clara & Robert Schumann, Piano Concertos. Margarita Höhenrieder, Klavier, Dirigent: Johannes Wildner, Neue Philharmonie Westfalen. BMG Ariola Classics, 2002
- Harald Genzmer – Konzert für Trompete, Klavier und Streicher. Miniaturen, Sinfonietta, Divertimento di danza, Sonatina prima. Margarita Höhenrieder, Klavier, Guy Touvron, Trompete, Württembergisches Kammerorchester Heilbronn, Dirigent: Jörg Färber. Thorofon (Bella Musica Edition), 2001
- Camille Saint-Saëns, Messager, Chausson, Debussy, Roussel, Ravel, Poulenc, Françaix – Kompositionen für Klarinette und Klavier. Eduard Brunner, Klarinette, Margarita Höhenrieder, Klavier. Co-Produktion mit dem Bayerischen Rundfunk. Calig (Weltbild Verlag), 1994
- Klarinetten-Trios: Carl Phillipp Emanuel Bach, Harald Genzmer, Ludwig van Beethoven. Eduard Brunner, Klarinette, Julius Berger, Violoncello, Margarita Höhenrieder, Klavier. Melisma Musikproduktion Wiesbaden, 1994
- Wolfgang Amadeus Mozart. Margarita Höhenrieder, Klavier, Konzertensemble Salzburg, Dirigent Richard Treiber. RBM Musikproduktion 1992
- Recital Margarita Höhenrieder – Konzerte von Mozart, Schubert, Genzmer. Margarita Höhenrieder, Klavier, Leitung: Peter Lücker, Konzertensemble Salzburg. Bayer Records 1991
- Joseph Suder – Klavierkonzert. Margarita Höhenrieder, Klavier, Eduard Brunner, Klarinette, Symphonieorchester des Bayerischen Rundfunks, Leitung: Jun´ichi Hirokami. Calig 1989
- Carl Maria von Weber: Grand Duo concertant für Klarinette und Klavier Es-Dur, op. 48 (J 204). Gerd Starke (Klarinette) und Margarita Höhenrieder (Klavier). BR-Studio 1 München, 1985

### DVDs
- Beethoven The Piano Concertos No. 1-5. Margarita Höhenrieder, Piano. No.1: Staatskapelle Dresden, Fabio Luisi, Dirigent. No.2: Kammerphilharmonie Amadé, Leon Fleisher, Dirigent. No.3: Württembergisches Kammerorchester Heilbronn, Leon Fleisher, Dirigent. No.4: Bamberger Symphoniker, Martin Haselböck, Dirigent. No.5: Bayerisches Staatsorchester, Bruno Weil, Dirigent. Accentus Music 2021
- Beethoven Piano Concertos No.2 & 3. Margarita Höhenrieder, Piano, Leon Fleisher, Conductor. Accentus Music 2016
- Beethoven Piano Concerto No.3. Margarita Höhenrieder, Piano, Württembergisches Kammerorchester Heilbronn, Leon Fleisher, Dirigent. Max-Littmann-Saal, Bad Kissingen. Accentus Music 2015
- Beethoven Piano Concerto No.2. Margarita Höhenrieder, Piano, Kammerphilharmonie Amadé, Leon Fleisher, Dirigent. UNESCO-Weltkulturerbe Zeche Zollverein, Essen. Accentus Music 2014
- Beethoven Piano Concerto No.1. Mahler Symphony No. 1. Margarita Höhenrieder, Klavier, Staatskapelle Dresden, Fabio Luisi, Dirigent. Philharmonie im Gasteig, München. EMO 2008